# The Last Airbender
The Last Airbender (Brasil: O Último Mestre do Ar; Portugal/PALOP: O Último Airbender) é um filme americano de 2010, dos gêneros aventura, ação e fantasia, dirigido por M. Night Shyamalan. É baseado na série animada de televisão Avatar: The Last Airbender, criada por Michael Dante DiMartino e Bryan Konietzko para a Nickelodeon Animation Studios.
Distribuído pela Paramount Pictures e Nickelodeon Movies, adapta o Livro Um - Água, que é a primeira temporada da animação. Era esperado que fosse o primeiro filme de uma trilogia, que seria formada também pelas adaptações das outras duas temporadas, mas os planos nunca continuaram após as críticas negativas.
As filmagens tiveram início em março de 2009, e o lançamento ocorreu em 1 de julho de 2010, nos Estados Unidos. Também, o filme foi convertido em 3D.

## Enredo
Há cem anos, tudo estava certo com o mundo, os dias eram cheios de paz e prosperidade. As quatro nações: Tribo da Água, Reino da Terra, Nação do Fogo e os Nômades do Ar viviam em paz e harmonia, grandes respeitos eram oferecidos aqueles que podiam dominar os elementos da natureza de acordo com sua nação, porém tudo isso mudou quando a Nação do Fogo atacou as outras nações. Somente o Avatar poderia detê-los, só ele era a única pessoa nascida entre as nações, que podia dominar todos os quatro elementos, ele também era o único que conseguia se comunicar com o mundo espiritual. Com todo esse poder, o Avatar conseguia manter equilíbrio no mundo. Mas o Avatar desapareceu.
O filme começa no Pólo sul com uma menina dominadora de água de quatorze anos de idade chamada Katara (Nicola Peltz) e seu irmão mais velho guerreiro de dezessete anos, Sokka (Jackson Rathbone), descongelam acidentalmente um Iceberg com o com um garoto de 12 anos chamado Aang, e um bisão voador chamado Appa, dentro do gelo. Isso atrai a atenção de Zuko, príncipe da Nação do Fogo, que foi exilado por seu pai: o atual Senhor do Fogo Ozai e condenado a capturar o Avatar. Chegando a Tribo da Água do Sul, Zuko observa todos os idosos com a impressão de que o Avatar até Aang é encontrado. Aang rende-se ao Zuko enquanto ele concorda em deixar a aldeia em paz, após isso, Katara e Sokka conversam com sua avó Kanna e decidem ir atrás do Aang para salvá-lo. A bordo do navio de Zuko, seu tio Iroh consegue provar que Aang é o Avatar e Zuko tenta fazê-lo prisioneiro, mas Aang foge do navio com sua dominação do ar e avista Sokka e Katara montados no seu bisão voador Appa, tornando a fuga mais fácil. Aang, Katara e Sokka vão visitar o Templo de Ar do Sul, onde Aang descobre que ele estava no gelo durante um século e a Nação do Fogo tinha aniquilado todos os nômades do Ar, Aang se choca e seu espírito Avatar é despertado,  seus olhos e tatuagens começam a brilhar, o espírito do Aang é levado para o mundo espiritual rapidamente ele vê um espírito dragão, mas retorna ao mundo dos humanos antes que possa falar com o Dragão. Foi lá que Aang encontra-se com o último lêmure-morcego sobrevivente, onde ele nomeia de “Momo” e que entra para a equipe. Enquanto isso, o Comandante Zhao convida príncipe Zuko e Iroh para o almoço, só para humilhar Zuko na frente de seus homens.
Chegando a uma cidade pequena Reino da Terra, que é controlada pela Nação do Fogo, o grupo de Aang é preso enquanto tentavam ajudar um menino dominador da terra chamado Haru. La na prisão, Aang se revela como Avatar e eles então, iniciam uma rebelião dentro da prisão juntos com outros Dominadores da Terra que estavam presos, após a rebelião, Aang e seus amigos conseguem libertar a vila da Nação do Fogo. Como agradecimento as pessoas da cidade dão um pergaminho de dominação da água para Katara que ela usa para aperfeiçoar suas habilidades junto com o Aang. A equipe decide ir para a Tribo da Água do Norte para Aang ser mestre na dominação de água e enquanto isso eles vão de cidade em cidade libertando as pessoas da Nação do Fogo. Isso deixa a Nação do Fogo apavorada e o Comandante Zhao vai para a Nação do Fogo falar com o Senhor do Fogo Ozai para organizar um ataque a Tribo da Água, eliminando a Lua, que é a fonte para a dominação da água, e montar uma armadilha para achar Aang.
Mais perto do Pólo Norte, Aang decide ir Sozinho no Appa para o Templo de Ar do Norte para saber mais informações sobre o seu povo e o mundo espiritual. Lá, Aang encontra um camponês do Reino da Terra o leva para o lugar mais espiritual do templo, mas na verdade era uma armadilha da Nação do Fogo, os Arqueiros Yu yans da Nação do Fogo comandados por Zhao o capturam e o camponês, pago pelo serviço, vai embora dizendo que viveu na pobreza com o desaparecimento do Avatar. Aang é algemado nas mãos e pés, onde fica impossibilitado de dominar o ar, nesse momento ele vai ao mundo espiritual novamente e consegue conversar o espírito dragão, que afirma que a Tribo da Água do norte está em perigo. Quando Aang “acorda”  ele fica cara-cara com Zhao que diz que não vai matar ele porque se Aang morresse, o Avatar renasceria de novo e toda busca seria novamente executada, mas Zhao afirma que vai deixar o Aang muito mal. A noite um homem mascarado (conhecido como Espírito Azul) liberta o Aang e confronta com os soldados, até que eles conseguem fugir, na saída do templo Zhao ordena a um arqueiro a atirar nesse homem, feito isso o Espírito Azul é atingido e cai inconsciente no chão, Aang que estava ao lado dele, vê que o Espírito Azul é o Zuko. Aang escapa com o Zuko inconsciente.
Depois desse confronto, Aang e Zuko (ainda inconsciente) vão para uma floresta do Reino da Terra, lá o Aang deixa o Zuko no chão e vai embora antes que ele acorde, enquanto isso Zhao vai para Nação do Fogo falar com o Senhor do Fogo afirmando que o Espírito Azul é o Zuko, o Senhor do Fogo Ozai sem acreditar, manda Zhao deixar Zuko em paz. Zuko retorna ao seu navio onde fala com seu tio Iroh, onde ele afirma que enquanto Zuko estava esses 4 dias fora, os soldados do Zhao estavam vasculhando o navio. Quando Zuko entra no Navio, ele observa um suspeito vazamento de gás, que consequentemente vira uma explosão, do lado de fora Iroh observa desesperadamente a explosão. Mas Zuko sobrevive a atentado contra sua vida. Logo após, Zhao convida Iroh para participar do cerco a Tribo da Água do Norte junto com sua frota de navios que é o lugar onde o avatar esta, Iroh aceita o convite e leva o príncipe Zuko disfarçado de soldado normal junto com ele. Iroh acredita que foi o Zhao que mandou matar o Zuko.
Enquanto isso ao chegar a Tribo da Água do Norte, o grupo de Aang é bem recebido pelos cidadãos, lá Sokka se apaixona pela Princesa Yue (uma princesa que possui a energia espiritual do espírito da Lua) enquanto Aang e Katara aperfeiçoam suas habilidades em dobra d'água com o mestre Pakku. Semanas se passaram e a Nação do Fogo chega armada a Tribo da Água do norte e Zhao inicia seu ataque enquanto Zuko disfarçadamente se infiltra na Tribo por conta própria, na esperança de capturar o Avatar. No palácio, Aang conversa com a Princesa Yue, pedindo para que ela levasse-o para um lugar espiritual, para que ele possa entrar no mundo dos espíritos e falar com o Dragão para que ele dê sabedoria para derrotar a Nação do Fogo. Yue leva Aang, Katara e Sokka para o Oásis Espiritual, onde estão os Espíritos da Lua e do Mar disfarçados de peixes. Lá, Aang medita e enquanto isso, Sokka e Yue saem do Oásis para preparar a Tribo para a Batalha, Katara resolve ficar para proteger o Aang, já que quando ele vai pro mundo espiritual, seu corpo fica indefeso.
Minutos depois Katara se impressiona quando vê que o Zuko chegou ao Oasis atrás do Aang, Katara tenta proteger o Aang, mas é derrotada por Zuko. Enquanto a Tribo da Água começa a batalhar com a Nação do Fogo, Sokka e Yue encontram Katara, desmaiada, ao retornar a consciência, Katara diz que Zuko capturou Aang. Katara, Yue e Sokka vão a procura de Aang, pela cidade. Enquanto isso, Aang após de ter uma conversa com o Dragão, que da uma sugestão de Aang usar o oceano como uma arma, Aang volta ao mundo material e vê que está frente a frente com o Zuko. Aang batalha com Zuko e durante a luta Katara aparece e congela Zuko, deixando-o impotente. Após isso, todos saem e deixam Zuko sozinho que esquenta seu Ch'i para escapar, no pátio da cidade, Aang luta com os soldados da Tribo da Água do Norte, enquanto Yue, Sokka e Katara vão atrás do Zhao que segue em direção ao Oasis espiritual. Como essas escaladas batalhas, Zhao chega ao Oasis junto com Iroh e captura o peixe branco, que é o espírito da Lua. Mesmo Iroh insistindo para que Zhao não matasse, Zhao mata o espírito da lua Tui, causando aos Dominadores de Água a perda de seu poder. Iroh se enfurece e mostra sua grandiosa habilidade de criar o fogo com as próprias mãos, espantando Zhao e seus soldados fogem do Oasis. Todos lamentavam a morte da lua, no entanto, Yue, que foi impregnada com um pouco da energia do espírito da Lua quando era recém-nascida, sacrifica sua vida para reviver o espírito da lua. Dá um beijo em Sokka e entra no lago do Oasis dando de volta seu espírito para a Lua. E então a Lua retorna, e Sokka lamenta a beira das lágrimas a morte da Yue. Após isso, Zhao encontra Zuko e Iroh que o enfrentam, mas é assassinado por quatro dominadores de água. Zuko e Iroh fogem da Tribo da Água do Norte em um barco. Aang usa o oceano e faz uma grande onda, espantando todos da Nação do Fogo que por sua vez vão embora. A Tribo festeja a recuada da Nação do Fogo, Todos se ajoelham perante o Aang, até mesmo Sokka e Katara, Aang retribui a reverencia, aceitando totalmente seu destino como Avatar.
Quando a notícia da morte de Zhao, a traição de Iroh, o fracasso do Cerco ao norte e principalmente o fracasso do Zuko chegam ao Senhor do Fogo Ozai, ele nomeia sua filha Azula para impedir que o Avatar domine a Terra e o Fogo para que no dia Do cometa Sozin, dia que todos os dominadores do fogo terão um enorme poder, o Avatar esteja fraco e despreparado, Azula aceita a tarefa, com um sorriso maligno do rosto.

## Elenco
- Noah Ringer - Aang[12]
- Jackson Rathbone - Sokka[12]
- Nicola Peltz - Katara[12]
- Dev Patel - Príncipe Zuko[13]
- Aasif Mandvi - Almirante Zhao[14]
- Shaun Toub - Tio Iroh[14]
- Cliff Curtis - Senhor do Fogo Ozai[14]
- Katharine Houghton - Kana
- Seychelle Gabriel - Princesa Yue
- Dee Bradley Baker - Appa e Momo (Voz)

## Produção
Em 8 de janeiro de 2007, Paramount Pictures e Nickelodeon Movies anunciaram que tinham contratado M. Night Shyamalan para escrever, dirigir e produzir uma trilogia de filmes live-action baseados na série; o primeiro desses filmes irá mostrar os acontecimentos da primeira temporada, denominada Livro Um: Água. O filme esteve em disputa com o filme Avatar, de James Cameron, por causa da propriedade a respeito do título, o que resultou em ser intitulado The Last Airbender.
De acordo com uma entrevista com os co-criadores na revista britânica SFX, Shyamalan se deparou com a série Avatar quando sua filha quis ser Katara no Dia das bruxas. Ele pesquisou e assistiu a série com sua família. "Assistir Avatar tornou-se um evento em minha casa... então estamos olhando adiante para saber como se desenvolve na terceira temporada", disse Shyamalan. "Uma vez que vi o mundo maravilhoso que Michael e Bryan criaram, soube que poderia fazer um grande filme". Ele adicionou que foi atraído pelas influências espirituais e das artes marciais na série.
Os co-criadores de Avatar, Michael DiMartino e Bryan Konietzko manifestaram a sua opinião com relação a M. Night Shyamalan escrever, dirigir e produzir o filme em uma entrevista. Os dois mostraram entusiasmo sobre a decisão, afirmando que admiram o trabalho dele e, por sua vez, ele respeita os seus materiais. Shyamalan disse que vai escrever o segundo filme enquanto se prepara para filmar o primeiro.O filme teve um orçamento de US$150.000.000.

### Escolha do elenco
Shyamalan originalmente ofereceu os papéis de Aang para Noah Ringer, Sokka para Jackson Rathbone, Katara para Nicola Peltz e Zuko para Jesse McCartney. A escolha de atores caucasianos causou uma reação negativa dos fãs, marcando acusações de racismo, uma campanha e um protesto do lado de fora das audições de atores para os extras do filme. Rathbone indeferiu as reclamações, dizendo "Acho que é uma daquelas coisas em que eu emparelho o meu cabelo, raspo os lados, e definitivamente preciso de um bronzeamento. É uma daquelas coisas em que, espero, o público vai suspender um pouco a descrença". Em Fevereiro de 2009, Dev Patel substituiu McCartney, cujas datas dos shows entraram em conflito com o treinamento de artes marciais marcado para os atores.

### Filmagem
A pré-produção começou no final de 2008, enquanto a filmagem começou em março de 2009, na Groenlândia. Depois de duas semanas, o elenco e a equipe foram para Reading, Pensilvânia, para começar a filmar no Pagode, Mount Penn, em 2 de abril. Também teve filmagens no Vietnã.

### Música
Em dezembro de 2008, James Newton Howard foi anunciado o compositor de The Last Airbender. Esta será a sétima colaboração entre Howard e Shyamalan. Howard, mais recentemente, recebeu elogios por seu trabalho com Hans Zimmer em The Dark Knight. Em 13 de maio de 2009, o produtor Frank Marshall anunciou que Howard estava gravando a música para o teaser trailer que foi lançado mais tarde naquele verão.
A trilha sonora completa, foi lançada pela Lakeshore Records em 29 de junho de 2010, Howard tinha contratado uma orquestra de 119 membros. Correndo em cerca de 66 minutos, a Trilha Sonora contém doze faixas no total sendo onze faixas que variam de três a sete minutos de duração, e uma faixa de 12 minutos. As críticas sobre a Trilha Sonora foram extremamente positivas.

## Marketing

### Divulgação
O teaser trailer de The Last Airbender foi anexado ao filme Transformers: Revenge of the Fallen , lançado nos cinemas em 24 de junho de 2009. Mas antes o teaser trailer também foi mostrado no programa Entertainment Tonight em 22 de junho de 2009. Um novo trailer era para ser lançado no Natal de 2009, mas foi adiado para fevereiro de 2010 porque as cenas de efeitos especiais estavam inacabadas. Este trailer foi anexado ao filme Percy Jackson lançado em 12 de fevereiro de 2010. Mais tarde, em Março, foi lançado uma versão alternativa desse mesmo trailer com algumas cenas novas. Em abril foi lançado um novo trailer que foi anexado nas prévias de Homem de Ferro 2 que foi lançado em 7 de maio de 2010 nos cinemas.
O primeiro comercial televisivo do filme foi exibido durante o Super Bowl no dia 7 fevereiro de 2010. O Segundo comercial foi exibido durante os Jogos Olímpicos de Inverno de 2010 em Vancouver. O terceiro comercial de televisão foi exibido durante o Kids Choice Awards 2010 da Nickelodeon. Em maio o produtor do filme, Frank Marshall disse em seu Twitter que iria começar a divulgação maciça do filme, a partir daí, foram exibidos muitos comerciais de TV com cenas do filme, também teve divulgação na Mc Donalds. Foram gastos cerca de US$130 milhões no marketing.

### Mangás
Dois mangás originais em preto e branco baseados no filme foram escrito por Dave Roman e lançado em 1 de junho de 2010. A Prequéla (história que contém elementos passados no mesmo universo ficcional) foi ilustrado por Nina Matsumoto e o mangá da adaptação do filme (The Last Airbender), foi lançado em Junho de 2010 e foi ilustrado por Joon Choi.
No Brasil esses mangás foram publicados pela OnLine Editora.

### Figuras de Ação
Em 9 de fevereiro de 2010, Nickelodeon Consumer Products estreou a linha próxima de brinquedos baseados em The Last Airbender. Ela inclui várias figuras de ação como bonecos, trajes e etc. Entre os brinquedos apresentados estão Aang, Katara, Sokka, Zuko, Momo e o bisão voador Appa.

### Videogame
Foi lançado pela Entertainment Weekly um mini-trailer do jogo do filme, que irá se chamar The Last Airbender - The Videogame, onde mostra algumas cenas dos personagens Zuko e Aang lutando e dobrando seus respectivos elementos. O jogo está previsto para lançar dia 29 de Junho e as vozes dos personagens no jogo vão ser dos respectivos atores. O jogo permitirá que você jogue com três personagens que são: Aang, Zuko ou o Espírito Azul (Alter ego do Zuko).

## Recepção

### Bilheteria
O filme estreou em aproximadamente 3170 salas dos Estados Unidos e obteve a segunda maior bilheteria do final de semana com aproximadamente 40 milhões de dólares, atrás apenas de The Twilight Saga: Eclipse. No final de semana seguinte, caiu para a quinta posição, com uma arrecadação de 16,63 milhões de dólares. No Brasil o filme estreou em primeiro lugar na primeira semana de exibição com aproximadamente 4,4 milhões de reais. Na segunda semana perdeu a Liderança para The Karate Kid e ficou no segundo lugar com R$ 2,9 milhões, fazendo assim R$ 7,3 milhões no Total.
Geralmente falando, o filme fez um total de 9,6 milhões de dólares no país, que é equivalente a R$16,6 milhões. Em Portugal e Angola o filme fez 1,7 milhões de dólares.
The Last Airbender foi a vigésima maior bilheteria de 2010, com um total de 318,9 milhões de dólares.

### Recepção da crítica
O filme recebeu resenhas geralmente negativas da crítica americana, embora a audiência tenha tido uma recepção mista. O filme obteve uma pontuação de 6% de aprovação pelos críticos e 42% de aprovação pelos usuários no Rotten Tomatoes.
Roger Ebert deu ao filme meia estrela em sua crítica, afirmando que este filme "aborrece e afasta seu público", e assinala a má utilização da tecnologia 3D, entre outras falhas do filme.
Scott Bowles do USA Today deu uma opinião positiva ao filme, elogiando as cenas de luta e os efeitos visuais. E diz que o filme apresentou bons elementos.
David Roark do Relevant Magazine acusou os outros críticos de terem preconceito com Shyamalan e deu uma crítica positiva ao filme afirmando que apesar do roteiro e diálogo poderem ser melhor, Shyamalan conseguiu fazer um ótimo filme espiritual e que é visualmente lindo.
Marcelo Hessel, do site brasileiro Omelete, avaliou o filme com dois "ovos" em um máximo de cinco, dizendo que: "O Último Mestre do Ar é defeituoso, independente do continente onde seja exibido, mas está longe de ser o desastre nuclear que a crítica dos EUA pintou."
O ator do filme Jackson Rathbone saiu em defesa do diretor de O Último Mestre do Ar, M. Night Shyamalan, em nova entrevista, dizendo que "Os críticos nos EUA... Eu não acho que eles gostem muito de M. Night Shyamalan," disse Jackson. "Eu não sei o porquê. É triste porque ele é um diretor incrível e uma pessoa maravilhosa, em outros países, internacionalmente eles ainda o amam e pensam que seu trabalho é genial", ele adicionou. "É uma daquelas coisas... a arte é subjetiva".
Em uma entrevista Vulture Nova York, M. Night Shyamalan admitiu que seu estilo e forma de arte de contar histórias resultou nas críticas negativas do filme e comparou-se a um pintor quando ele tem de mudar para um estilo diferente, disse que não conseguiu pensar em The Last Airbender com uma linguagem diferente.

### Prêmios e indicações
| Prêmio             | Ano  | Categoria                                               | Resultado                   |
| ------------------ | ---- | ------------------------------------------------------- | --------------------------- |
| Teen Choice Awards | 2010 | Escolha de Verão: Filme                                 | Indicado[carece de fontes?] |
| Framboesa de Ouro  | 2011 | Pior Filme                                              | Venceu[carece de fontes?]   |
| Framboesa de Ouro  | 2011 | Diretor: M. Night Shyamalan                             | Venceu[carece de fontes?]   |
| Framboesa de Ouro  | 2011 | Roteiro: M. Night Shyamalan                             | Venceu[carece de fontes?]   |
| Framboesa de Ouro  | 2011 | Ator Coadjuvante: Jackson Rathbone (também por Eclipse) | Venceu[carece de fontes?]   |
| Framboesa de Ouro  | 2011 | Uso de 3D                                               | Venceu[carece de fontes?]   |
| Framboesa de Ouro  | 2011 | Ator Coadjuvante: Noah Ringer                           | Indicado[carece de fontes?] |
| Framboesa de Ouro  | 2011 | Atriz Coadjuvante: Nicola Peltz                         | Indicada[carece de fontes?] |
| Framboesa de Ouro  | 2011 | Dupla/Elenco: Todo o elenco                             | Indicado[carece de fontes?] |
| Framboesa de Ouro  | 2011 | Prequela, Continuação ou Imitação                       | Indicada[carece de fontes?] |

### Sequência cancelada
Nem o diretor M. Night Shyamalan, a Paramount ou Nickelodeon não confirmaram imediatamente a sequência, apesar de ser esperada, visto que a série animada teve três temporadas. Shyamalan traçou um rascunho durante as gravações para um segundo filme "mais sombrio" incluindo Azula, interpretada por Summer Bishil. O filme encerra com a revelação da personagem que é a principal antagonista do Livro Dois - Terra, deixando o caminho aberto para a continuação.
Em uma entrevista em julho de 2010 à New York Magazine, Shyamalan comentou que "nos próximos meses, poderemos saber se temos essa oportunidade ou não" quando perguntados sobre a sequência. Nenhum anúncio foi feito e, em uma entrevista em setembro de 2010, quando perguntado se ele sabia quando a sequência seria feita, ele respondeu: "não sei, porque há tantos fatores que eles levam em consideração". Em setembro de 2015, Shyamalan disse à Metro UK que ele poderia trabalhar na sequência depois de completar seu próximo filme, que deveria começar a ser filmado em novembro de 2015.
Em outubro de 2018, foi anunciada uma adaptação live-action da animação original pela Netflix, o que encerrou a especulação de uma sequência do filme.